# Yves Oehri

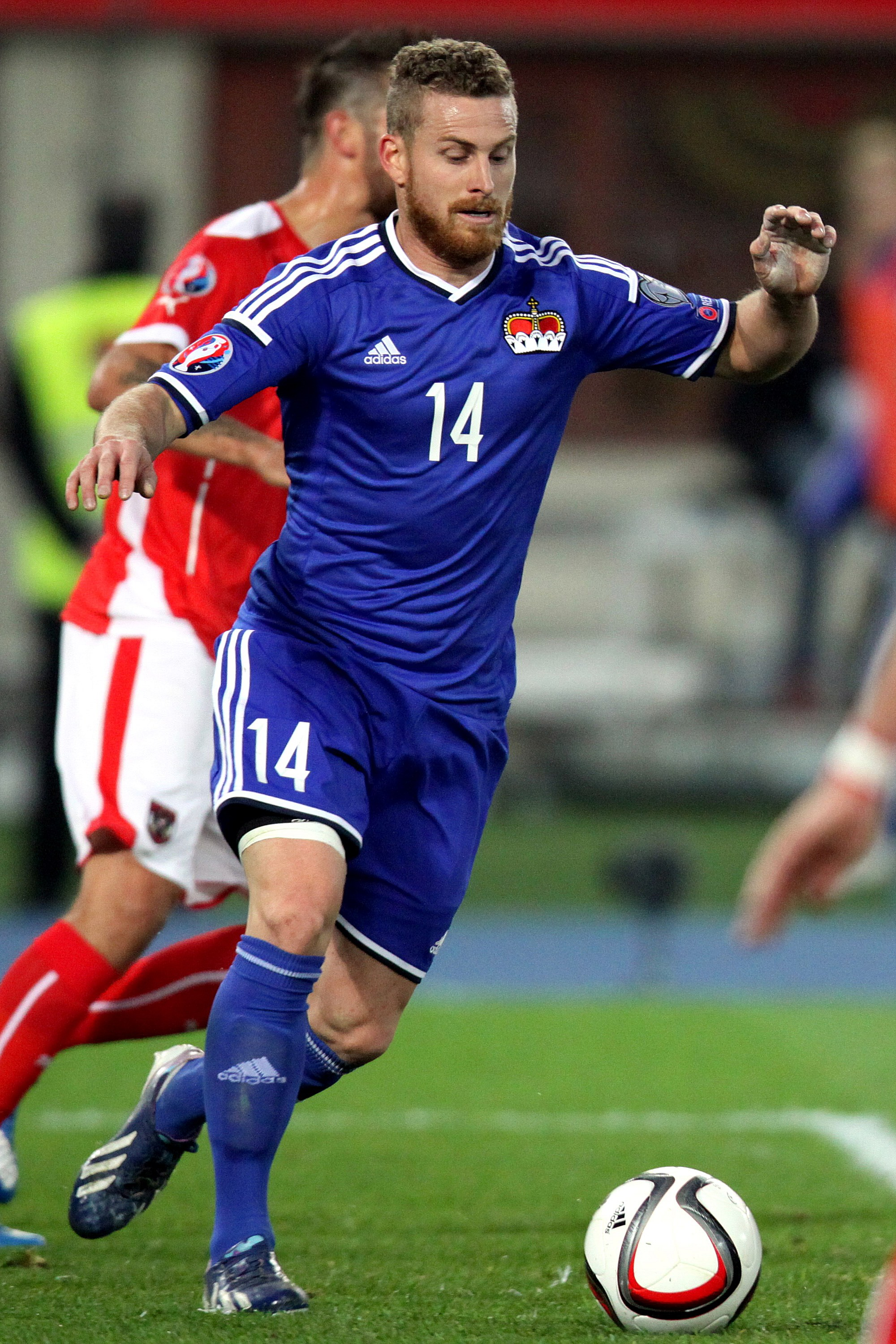
Yves Oehri

Yves Oehri (Nürensdorf, 15 maart 1987) is een Liechtensteins voetballer van Zwitserse afkomst.
Oehri kwam als jeugdspeler uit voor FC Winterthur tot 2008, waarop hij overstapte naar FC St. Gallen. Vanaf het seizoen 2010/11 speelde Oehri voor de Liechtensteinse club FC Vaduz, tot hij in 2013 een contract tekende bij SC Young Fellows Juventus. Op 6 oktober 2006 maakte Oehri zijn debuut in het Liechtensteins voetbalelftal.